# Fragile Tension / Hole to Feed
 (mai 2014).
Si vous disposez d'ouvrages ou d'articles de référence ou si vous connaissez des sites web de qualité traitant du thème abordé ici, merci de compléter l'article en donnant les références utiles à sa vérifiabilité et en les liant à la section « Notes et références ».
Singles de Depeche Mode
Peace
(2009) Personal Jesus 2011
(2011)
Fragile Tension / Hole to Feed est un double single du groupe Depeche Mode. Il est sorti le 7 décembre 2009 en tant que 48e single du groupe et troisième single tiré de l'album Sounds of the Universe. Fragile Tension a été écrit par Martin Gore et Hole to Feed par Dave Gahan, Christian Eigner et Andrew Phillpott.